# 北京路街道 (奎屯市)
北京路街道，是中华人民共和国新疆维吾尔自治区伊犁哈萨克自治州奎屯市下辖的一个乡镇级行政单位。

## 行政区划
北京路街道下辖以下地区：
康乐园社区、乌孙社区、哈英德社区、阿克塔木社区、怡沁里社区、阿乐腾肯特社区、迎宾园社区、同济里社区、穗丰园社区和西华园社区。